# Korfbal League 2 2024-2025
De Korfbal League 2 - 2024/25 is de derde editie van de Korfbal League 2, de een-na-hoogste Nederlandse korfbalcompetitie.
De competitie-opzet (eindfase) van deze editie is verschillend ten opzichte van de vorige 2 edities van de Korfbal League 2.
Zo promoveert de nummer 1 van de KL2 direct naar de Korfbal League van het volgende seizoen.
Daarna volgen nog play-offs tussen 4 teams - de nummer 2, 3 en 4 van de KL , samen met de nummer 9 van de KL. De winnaar van deze play-off serie promoveert/handhaaft zich in de Korfbal League.

## Teams
In dit seizoen nemen tien teams deel aan het hoofdtoernooi in de Korfbal League 2
| Club                           | Plaats     | Coach                                    |
| ------------------------------ | ---------- | ---------------------------------------- |
| Dalto/Klaverblad verzekeringen | Driebergen | Jesper Oele                              |
| Mid-Fryslân                    | Friesland  | John Jonker                              |
| Oost-Arnhem                    | Arnhem     | Edwin Bouman                             |
| TOP (A)                        | Arnemuiden | Edwin Coppoolse & Sander Roelofs         |
| CKV Fiks                       | Oegstgeest | Bas Harland                              |
| DeetosSnel                     | Dordrecht  | Leon Simons                              |
| AW.DTV                         | Amsterdam  | Maarten van Brenk & Jannie van der Vaart |
| DSC                            | Eindhoven  | Wouter Blok                              |
| TOP/IAA Fresh                  | Sassenheim | Marrien Ekelmans                         |
| Groen Geel                     | Wormer     | Mady Tims                                |

## Seizoen
| pos | club                   | gs | w  | g | v  | pnt | dv  | dt  | ds   |
| --- | ---------------------- | -- | -- | - | -- | --- | --- | --- | ---- |
| 1.  | Dalto/Klaverblad verz. | 18 | 16 | 1 | 1  | 33  | 441 | 343 | +98  |
| 2.  | TOP/IAA Fresh          | 18 | 10 | 5 | 3  | 25  | 383 | 310 | +73  |
| 3.  | DSC                    | 18 | 10 | 2 | 6  | 22  | 427 | 367 | +60  |
| 4.  | AWDTV/IJskoud de Beste | 18 | 10 | 1 | 7  | 21  | 378 | 387 | -9   |
| 5.  | GG/RMcD Huis Emma      | 18 | 8  | 4 | 6  | 20  | 370 | 351 | +19  |
| 6.  | Mid-Fryslân/ReduRisk   | 18 | 8  | 3 | 7  | 19  | 433 | 401 | +32  |
| 7.  | DeetosSnel/QLS         | 18 | 7  | 2 | 9  | 16  | 357 | 379 | -22  |
| 8.  | CKV Fiks               | 18 | 6  | 3 | 9  | 15  | 395 | 426 | -31  |
| 9.  | Oost-Arnhem            | 18 | 1  | 3 | 14 | 5   | 323 | 441 | -118 |
| 10. | TOP (A)                | 18 | 2  | 0 | 16 | 4   | 304 | 406 | -102 |

Plek 1: promoveert naar Korfbal League
Plek 2 t/m 4: plaatsing play-offs Korfbal League 2
Plek 9 en 10: Directe degradatie naar Hoofdklasse
| Thuis \ Uit            | AWD   | DAL   | DET   | DSC   | FKS   | GRG   | MID   | OAR   | TPA   | TPS   |
| ---------------------- | ----- | ----- | ----- | ----- | ----- | ----- | ----- | ----- | ----- | ----- |
| AWDTV/IJskoud de Beste | —     | 18–30 | 21–17 | 13–23 | 26–23 | 28–27 | 24–22 | 23–15 | 25–22 | 20–17 |
| Dalto/Klaverblad verz. | 29–19 | —     | 26–24 | 31–17 | 27–23 | 26–19 | 23–22 | 17–15 | 27–11 | 17–20 |
| DeetosSnel/QLS         | 19–13 | 20–22 | —     | 19–19 | 24–18 | 20–22 | 25–20 | 24–14 | 20–16 | 14–22 |
| DSC                    | 23–19 | 25–28 | 31–15 | —     | 35–20 | 22–24 | 22–22 | 34–16 | 19–14 | 22–21 |
| Fiks                   | 27–19 | 23–34 | 26–19 | 20–24 | —     | 24–17 | 22–26 | 21–21 | 25–20 | 18–18 |
| GG/RMcD Huis Emma      | 17–18 | 19–19 | 16–23 | 20–18 | 19–20 | —     | 20–19 | 24–13 | 26–13 | 15–15 |
| Mid-Fryslân/ReduRisk   | 29–28 | 15–17 | 35–22 | 27–22 | 33–24 | 24–24 | —     | 35–24 | 30–20 | 15–15 |
| Oost-Arnhem            | 15–27 | 18–24 | 15–15 | 18–28 | 18–18 | 19–23 | 26–30 | —     | 23–20 | 9–27  |
| TOP (A)                | 11–16 | 17–21 | 23–24 | 17–24 | 22–25 | 11–19 | 14–12 | 24–23 | —     | 11–24 |
| TOP/IAA Fresh          | 21–21 | 18–23 | 20–13 | 23–19 | 24–18 | 19–19 | 29–17 | 27–21 | 23–18 | —     |

## Play-offs & Finale
|  | Play-offs | Play-offs | Play-offs | Play-offs | Play-offs |    |     | Finale | Finale | Finale | Finale | Finale |
|  |           |           |           |           |           |    |     |        |        |        |        |        |
|  | KL9       | HKC       | 18        | 23        | 17        |    |     |        |        |        |        |        |
|  | 4         | AW.DTV    | 17        | 26        | 13        |    |     |        |        |        |        |        |
|  | 4         | AW.DTV    | 17        | 26        | 13        |    | KL9 | HKC    | 20     |        |        |        |
|  |           |           |           |           |           |    | KL9 | HKC    | 20     |        |        |        |
|  |           | 3         | DSC       | 25        |           |    |     |        |        |        |        |        |
|  | 2         | 3         | DSC       | 25        | TOP (S)   | 20 | 17  |        |        |        |        |        |
|  | 2         |           |           |           | TOP (S)   | 20 | 17  |        |        |        |        |        |
|  | 3         | DSC       | 22        | 24        |           |    |     |        |        |        |        |        |

## Prijzen
Aan het eind van het seizoen worden de Korfbal League 2 prijzen uitgedeeld, zie hier het overzicht:
| Award           | Winnaar       | Club    |
| --------------- | ------------- | ------- |
| Beste Speler    | Nick Pikaar   | TOP (S) |
| Beste Speelster | Lotte Keuning | Dalto   |